# El vuitè dia
El vuitè dia (títol original: Le Huitième Jour) és una pel·lícula belgo- franco-britànica escrita i dirigida par Jaco Van Dormael, estrenada el 1996. Ha estat doblada al català.

## Argument
Harry (Daniel Auteuil) és un home sol que es consagra les vint-i-quatre hores tots els dies de la setmana al seu treball. Tot trontollarà quan coneix Georges (Pascal Duquenne), una persona discapacitada mental afectada de Síndrome de Down, que viu al moment. Aquests dos éssers tant diferents esdevindran inseparables.

## Repartiment
- Daniel Auteuil: Harry
- Pascal Duquenne: Georges
- Miou-Miou: Julie
- Henri Garcin: El director de banca
- Isabelle Sadoyan: La mare de Georges
- Hélène Roussel: La mare de Julie
- Laszlo Harmati: Luis Mariano, el cantant
- Fabienne Loriaux: La germana de Georges
- Rémy Julienne: El vianant agressiu
- Olivier Gourmet: Un home al restaurant

## Simbologia del film
El director ha volgut provocar en l'espectador una presa de consciència sobre l'estigmatització del discapacitat a la societat. Així, quan Georges i Harry van al restaurant, aquest primer troba una bonica criada, flirteja amb ella i, quan treu les seves ulleres, aquesta el mira amb un aire espantat, sentint-ho per ell. Georges roda llavors per terra de còlera, de tristesa. Aquest passatge del film evoca fins a quin punt les persones que viuen amb una deficiència intel·lectual com la Síndrome de Down són vulnerables al rebuig. Volen ser com tothom, viure les mateixes coses, enamorar-se, casar-se, tenir fills, una feina… Però a causa del seu handicap, algunes d'aquestes coses els són impossibles. Viuen les mateixes emocions que qualsevol altra persona. Només, que no tenen el filtre social, la inhibició, la molèstia. Són totalment obertes i autentiques en l'expressió dels seus sentiments.
Un altre passatge del film porta una reflexió. La mare de Georges ha mort i aquest vol anar trobar la seva germana. Aquesta última té una família i no pot acollir Georges a casa seva. Aquest té una crisi i, més tard al film, intenta anar a trobar la seva mare al cel. Aquesta part, molt emotiva, sobretot per germans i germanes de persones que viuen amb una deficiència intel·lectual, mostra fins a quin punt aquestes persones es troben desproveïdes quan els seus pares ja no són capaços d'assumir la seva atenció. Sovint, els germans i germanes es troben amb aquesta responsabilitat. Però en la majoria dels casos, aquests germans i germanes tenen una vida pròpia de família i no volen tenir la carrega d'un altre adult-nen.
En aquest film, la discapacitat de Georges és considerada de manera humorística, com un univers diferent i meravellós.
Aquest univers és en contradicció amb el de Harry perquè té tendència a confondre la seva vida professional i personal. Acumula així els errors, oblida els dies importants de la seva família. La seva trobada amb Georges, li fa prendre consciència dels valors de la vida (amor, generositat, felicitat).
Finalment, aquest film il·lustra la riquesa i la profunditat que poden aportar les persones amb una deficiència intel·lectual. No només elles, sinó totes persones diferents.

## Rebuda
- Festival de Canes 1996: Premi a la interpretació masculina (Festival de Canes) per Daniel Auteuil i Pascal Duquenne
- 1996: Globus d'or: Nominada Millor pel·lícula de parla no anglesa
- 1996: Premis César: Nominada a Millor actor principal (Auteuil)
- Crítica: "Comèdia tendra i emotiva"[4]